# Рахманов, Григорий Николаевич
Григо́рий Никола́евич Рахма́нов (1761—1840) — сенатор, херсонский губернатор.

## Биография
Родился в 1761 году. Происходил из дворянского рода Рахмановых, сын генерал-поручика Николая Михайловича Рахманова (ум. 27.03.1793). С 4 апреля 1803 года он состоял в ведомстве Коллегии иностранных дел и имел чин камер-юнкера, 27 марта 1806 года причислен к Герольдии, а 3 марта 1808 года был назначен чиновником особых поручений при херсонском военном губернаторе герцоге де Ришельё.
На следующий год (16 ноября) он был назначен херсонским гражданским губернатором, через год (12 ноября 1810 года) получил чин действительного статского советника, а 8 мая 1811 года — орден Св. Анны 1-й степени. Во время Отечественной войны 1812 года сопровождал и снабжал армию и 10 мая 1813 года был награждён орденом Св. Владимира 2-й степени; 13 ноября 1813 года был пожалован в тайные советники. В 1815 году вышел в отставку.
Вернулся на службу 19 октября 1820 года, когда был назначен сенатором; присутствовал в 8-м департаменте Сената до 29 декабря 1825 года, когда получил отпуск на год. К делам более не вернулся, 10 ноября 1827 года вышел в отставку.
Будучи помещиком Слободско-Украинской и Херсонской губерний, Рахманов состоял действительным членом Филотехнического общества (с 29-го декабря 1814 года) и Московского общества сельского хозяйства. В 1838 году Рахманов был утверждён харьковским губернским предводителем дворянства.
Скончался в декабре 1840 года. Барон М. Корф писал :

Умер в Москве тайный советник Рахманов. Он очень молодым вышел в генерал-интенданты и в этом звании имел под своею командою Канкрина, потом был сенатором и, наконец, умер в отставке харьковским губернским предводителем дворянства. Он был человек умный и просвещённый, с довольно светлыми финансовыми идеями, и я всегда думал, что из него можно сделать очень небесполезного члена Государственного совета.

## Семья
Жена — Екатерина Аполлоновна Волкова (30.09.1789—10.02.1870), дочь сенатора Аполлона Андреевича Волкова (1739—1806) от его брака с Маргаритой Александровной Кошелевой (1762—1820). Родилась в Петербурге, крещёна была 6 октября 1789 года Никольском морском соборе, крестница своей сестры Марии. По словам Петра Вяземского, Екатерина Аполлоновна «была прелестной красоты и отличная пианистка. Многие из нас заглядывались на голубые глаза её, на золотистые, белокурые локоны и заслушивались её оживлённой, блестящей и твёрдой игрой. Не одно сердце трепетало при встрече с нею и заплатило дань красоте её». Один из её знакомых в 1830-х годах писал, что в зрелом возрасте она была женщина добрая и простая, хотя с претензиями на молодость (например, красила губы, что в то время было свойственно только дамам полусвета). Похоронена в своём имении Рахмановка Криворогской волости на кладбище Храма святителя Николая Чудотворца, который построила в память о муже.
Сын Дмитрий Григорьевич, камер-юнкер, владел имением в селе Малый Бобрик. Был женат на троюродной сестре Софье Ивановне Миллер (1822—1869), их дочь Мария (1845—1932) была замужем за графом А. С. Апраксиным.